# 슬로바키아 요리

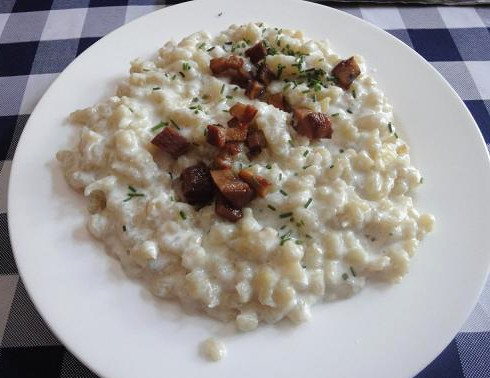
브린조베 할루슈키

슬로바키아 요리(Slovakia 料理, 슬로바키아어: slovenská kuchyňa 슬로벤스카 쿠히냐)는 중앙유럽에 있는 슬로바키아의 요리이다. 지역에 따라 조금씩 차이가 난다. 전통적으로는 주변국가의 영향을 받았으며 또한 주변국 요리에 영향을 끼치기도 했다.

## 과자

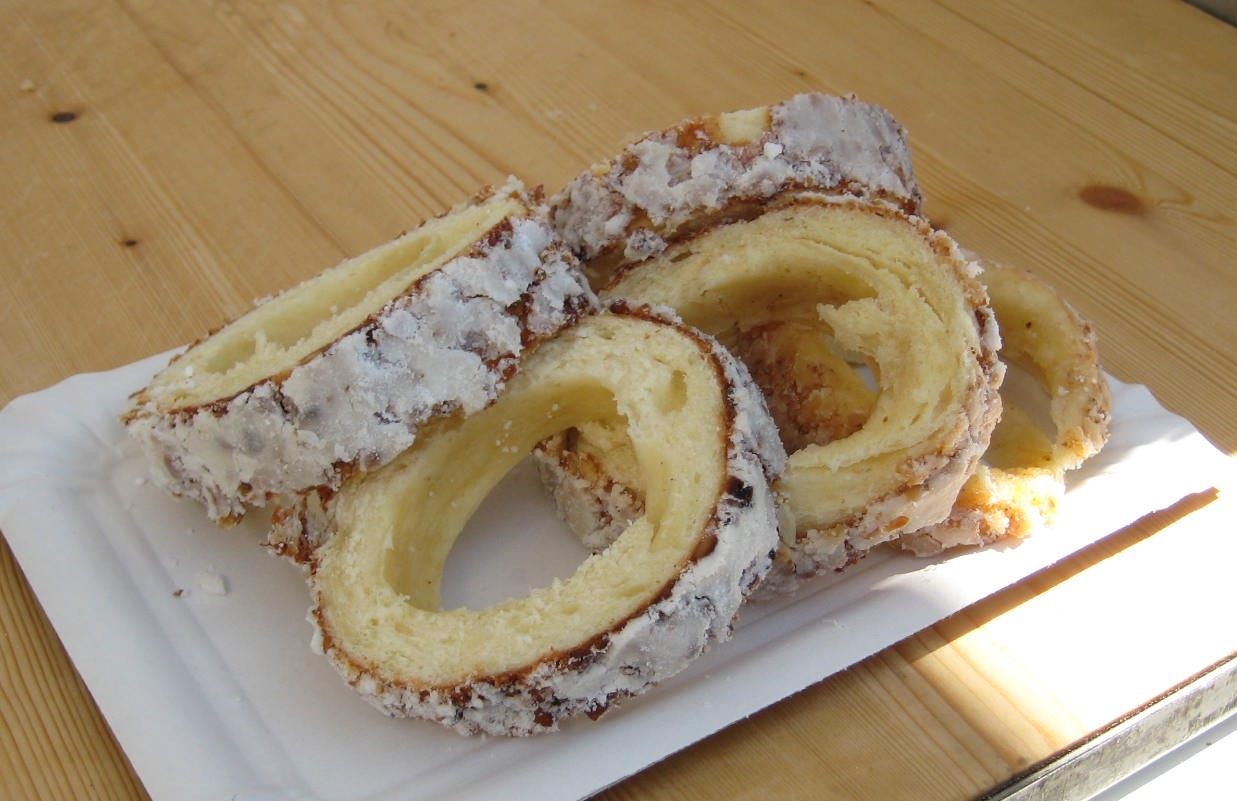

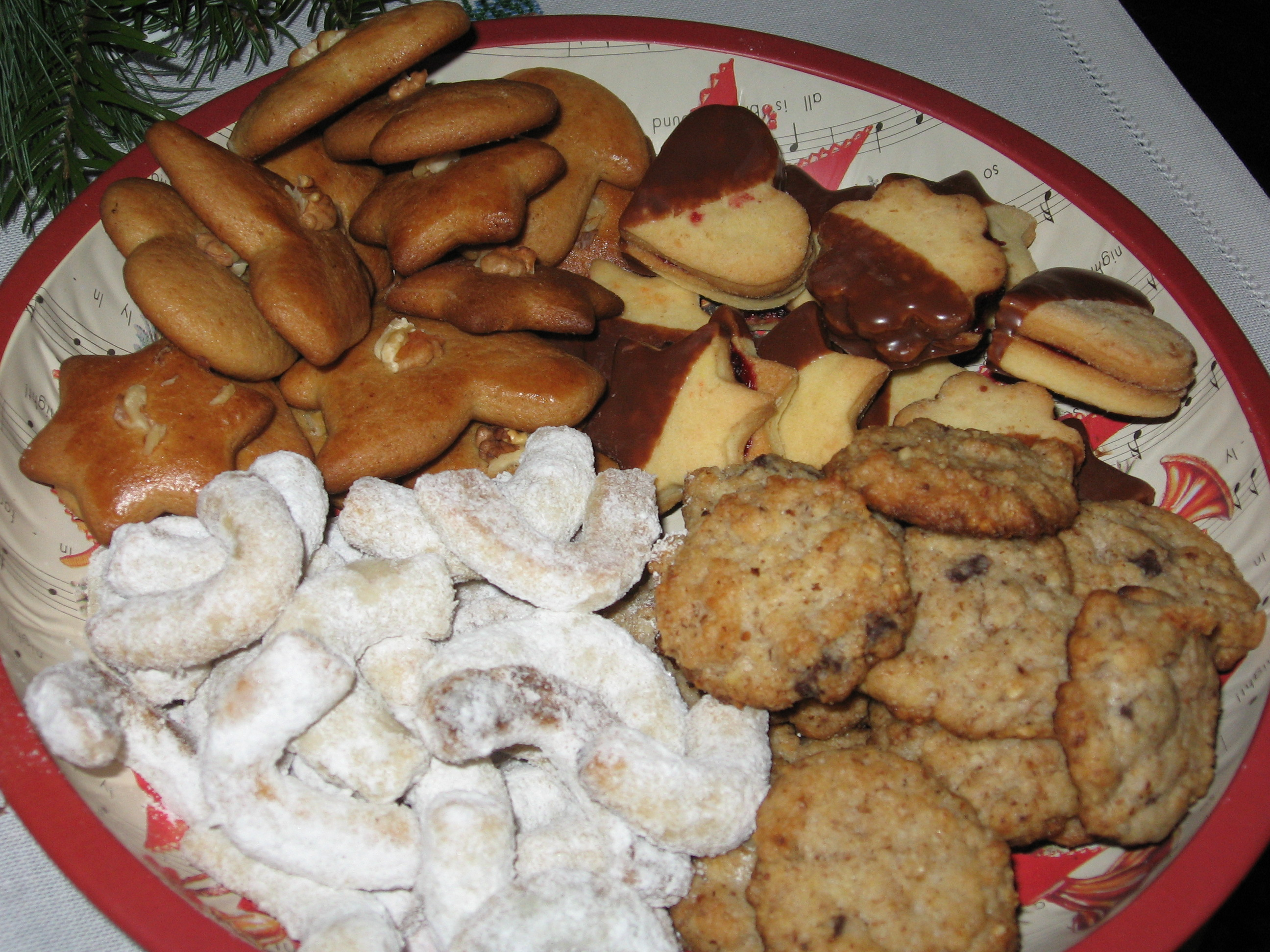

대개 크리스마스 시즌이 되면 슬로바키아에서는 많은 과자 종류가 나오는데 일 년 내내 과자를 즐기기도 한다. 전통적으로 슬로바키아인들은 집에서 과자를 구워먹기 때문에 가게에서 팔 것을 기대한다면 큰 오산이다.

## 육류
쇠고기와 돼지고기 요리가 주로 소비되고 돼지고기가 가장 인기 있다. 가금류 중 소비되는 것으로는 닭고기가 가장 많지만 다른 중앙 유럽 지역처럼 오리나 거위, 칠면조도 가끔 식탁에 등장할 수 있다. 핏기가 있는 소시지는 향을 첨가하여 크게 잘라 먹고 슬로바키아에서는 야쩨르니체(Jaternice)라고 부른다. 이외에도 비둘기나 메추라기 고기도 쉽게 구할 수 있으며 양고기나 염소고기도 소비된다. 하지만 대개 사람들이 거의 잘 찾지 않는 편이다. 말고기에 대해서는 사람들이 싫어한다.

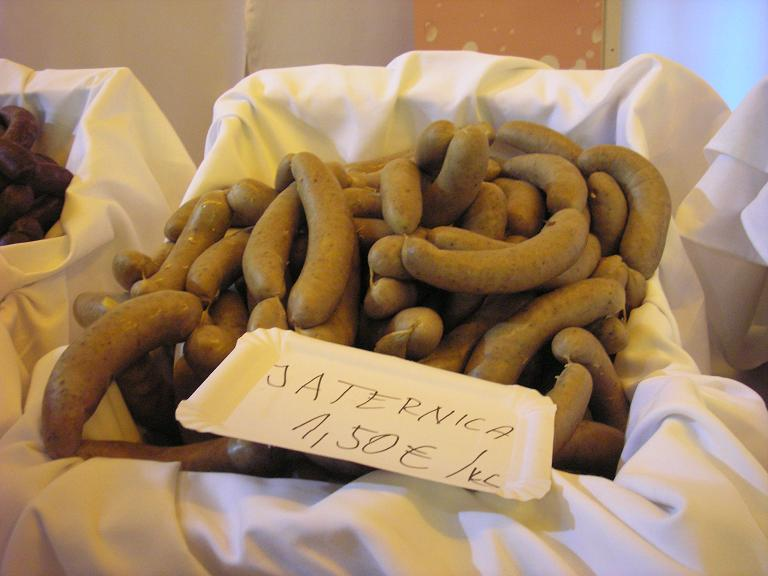
야테르니체
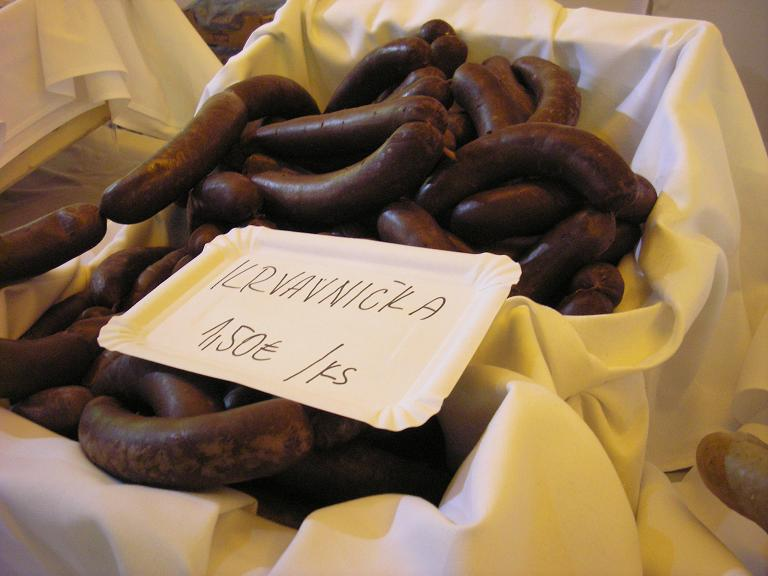
크르바브니치카

## 음료
와인이 슬로바키아에서 가장 잘 통하는 주류이자 음료라고 할 수 있다. 남쪽 지방에서 나는 와인이 거의 전국적으로 통용된다. 산악 지대에서 자란 슬로바키아의 와인은 그 맛의 풍부함으로 알려져 있다. 대개 적색 빛이 감도는 와인을 사람들이 좋아하며 단 맛이 가미된 와인도 많이 있다. 하지만 계속해서 맛의 성격이 조금씩 변화하고 있다.
맥주 또한 자주 먹는 음료이며 필스 맥주가 시장 지배률이 높다. 많은 브랜드가 있지만 지방술이 있어 각기 조금씩 소비되는 술이 다르다. 

## 식습관
원래 점심을 푸짐하게 먹는 편이다. 하지만 근무 시간이 있고 현대적인 생활로 바쁘기 때문에 최근에는 점심 식사의 습관이 바뀌고 있다. 그래서인지 요즘에는 저녁식사를 주 식사로 삼아 푸짐하게 먹는 사람도 많다.
공산주의 정권 하에서 많은 공장 노동자들은 일을 마치고 맥주를 먹으러 갔다. 슬로바키아의 선술집에서 많이 찾을 수 있었지만 최근에는 많은 가게가 문을 닫고 화려하고 멋진 술집으로 바뀌어 손님들을 반긴다. 또한 파티에 초대를 받았다거나 한다면 꼭 와인이나 보드카를 한 병이라도 가져가야 한다. 이렇게 하는 것이 사람들 사이의 예절이며 오늘날에도 그렇게 한다면 곧장 반길 것이다.

## 같이 보기
- 슬라브 요리
- 유럽 요리